# Shigeru Tsuyuguchi
Shigeru Tsuyuguchi (Tóquio, 8 de Abril de 1932) é um ator japonês. Desde que foi descoberto em 1955, Tsuyuguchi já atuou em mais de trinta filmes. É conhecido pelos seus papéis nos filmes de Shohei Imamura e drama de televisão Taiyō ni Hoero!.

## Filmografia selecionada
- Akai satsui (1964)
- Ningen Johatsu (1967)
- Dai Chushingura (1971)
- Eijanaika (1981)
- Mimi wo sumaseba (1995)